# Арранская архитектурная школа

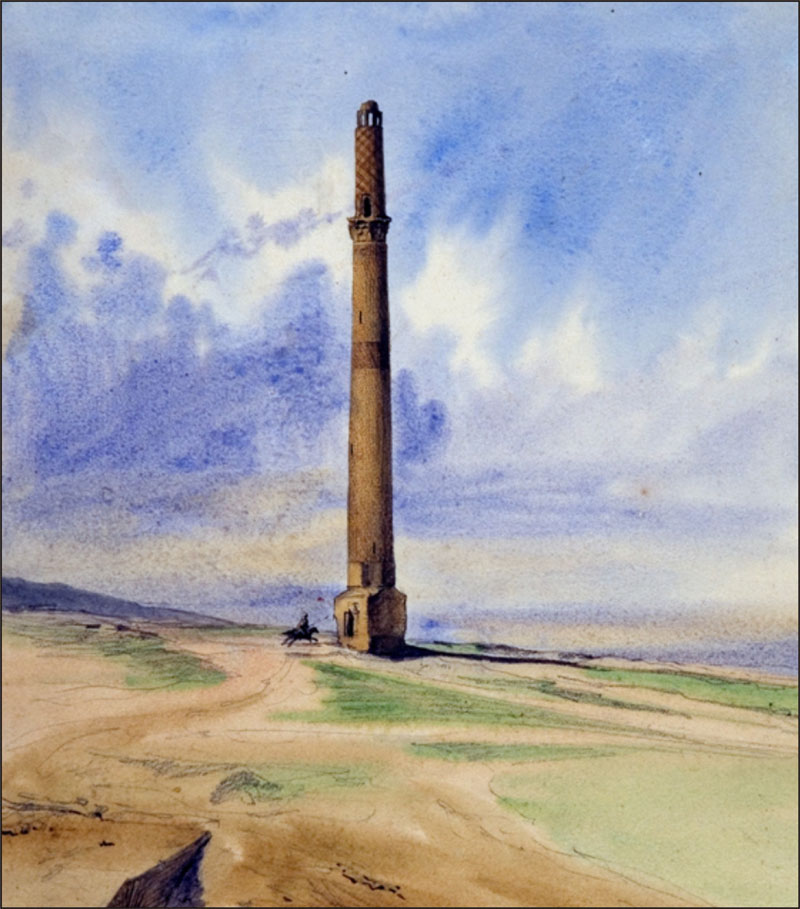
Считающаяся шедевром арранской архитектурной школы Шамкирская башня на картине Г.Г.Гагарина. XIX век

Арранская архитектурная школа (азерб. Arran memarlıq məktəbi) — одна из архитектурных школ, развитых на территории современного Азербайджана в средние века.
В связи с ослаблением Арабского халифата в X—XII веках на территории современного Азербайджана образуются мелкие феодальные государства. В это же время возникают различные архитектурные школы, между которыми наблюдалась общая схожесть архитектурного стиля: Арранская, Нахичеванская, Ширвано-апшеронская, а также Тебризская, которая была развита на территории иранского Азербайджана.
Мастера арранской архитектурной школы строили в таких городах как Гянджа, Барда, Шамкир, Байлакан, являвшимися основными центрами этой школы. Многие здания этой школы были разрушены во время землетрясения 1139 года в Гяндже, а также во время нашествий монгольских завоевателей в XIII веке.
Локальные особенности арранской архитектурной школы сформировались именно в процессе строительства оборонительных сооружений, общественно-культовых и жилых зданий. Шедевром арранской школы считается не дошедшая до наших дней Шамкирская башня (минарет), которая известна по подробному письменному описанию Н. Флоровского в первой половине XIX века в Шамкире, а также по картинам художников Г.Гагарина и Д.Монпере.
В результате археологических раскопок, проведённых в Гяндже и Бейлагане, были найдены остатки ряда сооружений и зданий. В числе прочих были обнаружены остатки трёх мостов на реке Гянджачай, относящихся к XII веку, жилых домов, бань и других объектов. Эти находки дают ясное представление о стилевых особенностях арранской архитектурной школы. По конструктивным и художественным особенностям к арранской школе архитектуры относят и мавзолей Гутлу Муса 1314 года, расположенный в селении Хачин Тюрбетли Агдамского района. Оригинальная архитектура мавзолея даёт представление о взаимосвязях искусств мусульманских и христианских областей Переднего Востока, Закавказья и Малой Азии. Например, орнаментальные элементы памятника несколько напоминают такие же «граффити» Гегарда и Сагмосаванка в Армении.
К арранской архитектурной школе относится 15-пролётный Худаферинский мост через реку Аракс.